# XII edició dels Premis Sur
La XII edició dels Premis Sur, entregats per l'Academia de las Artes y Ciencias Cinematográficas de la Argentina a les millors produccions cinematogràfiques argentines estrenades entre l'1 d'octubre de 2016 i el 30 de setembre de 2017, va ser realitzada el 13 de setembre de 2018 a l'Escuela Nacional de Experimentación y Realización Cinematográfica.
Les produccions més nominades són Zama i La cordillera amb 11 cadascuna, seguida per Una especie de familia amb 8, Los que aman, odian amb 7 i El peso de la ley amb 6.

## Premis i nominacions múltiples
| Pel·lícula             | Nominacions | Premis |
| ---------------------- | ----------- | ------ |
| Zama                   | 11          | 10     |
| La cordillera          | 11          | 0      |
| Una especie de familia | 8           | 2      |
| Los que aman, odian    | 7           | 0      |
| El peso de la ley      | 6           | 0      |
| El invierno            | 5           | 2      |
| El otro hermano        | 4           | 1      |
| Alanis                 | 4           | 1      |
| El bar                 | 3           | 0      |
| La novia del desierto  | 3           | 1      |
| Temporada de caza      | 2           | 1      |
| Campaña antiargentina  | 2           | 0      |

## Nominats
Els guanyadors apareixen primers i destacats amb negreta.
| Millor Pel·lícula | Millor Direcció |
| --- | --- |
| - Zama - La cordillera - El invierno - Una especie de familia | - Lucrecia Martel — Zama - Anahí Berneri — Alanis - Diego Lerman — Una especie de familia - Santiago Mitre — La cordillera                                                                                |
| Millor Opera Prima | Millor Pel·lícula Documental |
| - El invierno - El peso de la ley - La novia del desierto - Temporada de caza | - Cuatreros - Actriz - El futuro perfecto - El (im)posible olvido |
| Millor Actriu | Millor Actor |
| - Sofía Gala Castiglione — Alanis - Paola Barrientos — El peso de la ley' - Dolores Fonzi — La cordillera - Bárbara Lennie — Una especie de familia                                                              | - Daniel Giménez Cacho — Zama - Ricardo Darín — La cordillera - Fernán Mirás — El peso de la ley - Leonardo Sbaraglia — El otro hermano                                                                   |
| Millor Actriu de repartiment | Millor Actor de repartiment |
| - Mara Bestelli — El invierno - Justina Bustos — Los que aman, odian - Marilú Marini — Los que aman, odian - María Onetto — El peso de la ley                                                                    | - Pablo Cedrón — El otro hermano - Daniel Aráoz — Una especie de familia - Juan Minujín — Zama - Gerardo Romano — La cordillera                                                                           |
| Millor Actriu Revelació | Millor Actor Revelació |
| - Yanina Ávila — Una especie de familia - Agustina Cabo — Mamá se fue de viaje - Cumelén Sanz — No te olvides de mí - Dana Basso — Alanis                                                                        | - Lautaro Bettoni — Temporada de caza - Darío Barassi — El candidato - Diego De Paula — El peso de la ley - Juan Grandinetti — Pinamar                                                                    |
| Millor Guió Original | Millor Guió Adaptat |
| - Diego Lerman i María Meira — Una especie de familia - Anahí Berneri i Javier Van De Couter — Alanis - Cecilia Atán i Valeria Pivato — La novia del desierto - Emiliano Torres i Marcelo Chaparro — El invierno | - Lucrecia Martel — Zama - Alejandro Maci i Esther Feldman — Los que aman, odian - Israel Adrián Caetano i Nora Mazzitelli — El otro hermano - Milagros Mumenthaler — La idea de un lago                  |
| Millor Fotografia | Millor Muntatge |
| - Rui Poças — Zama - Julián Apezteguía — El otro hermano - Ramiro Civita — El invierno - Wojciech Staron — Una especie de familia                                                                                | - Miguel Schverdfinger i Karen Harley — Zama - Alejandro Alem i Alejandro Parysow — Campaña antiargentina - Alejandro Brodersohn — Una especie de familia - Nicolás Goldbart — La cordillera              |
| Millor Direcció d’Art | Millor Disseny de Vestuari |
| - Renata Pinheiro — Zama - José Luis Arrizabalaga y Arturo García — El bar - Mercedes Alfonsín — Los que aman, odian - Sebastián Orgambide y Micaela Saiegh — La cordillera                                      | - Julio Suárez — Zama - Beatriz Di Benedetto — Los que aman, odian - Paola Torres — El bar - Sonia Grande — La cordillera                                                                                 |
| Millor So | Millor Maquillatge i Caracterització |
| - Guido Berenblum - Zama - Sebastián González - Campaña antiargentina - Javier Stavrópulos - El peso de la ley - Federico Esquerro i Santiago Fumagalli - La cordillera                                          | - Marisa Amenta i Alberto Moccia - Zama - José Quetglas - El bar - Marisa Amenta, Angela Caracija y Néstor Burgos - La cordillera - Osvaldo Esperón, Emmanuel Miño y Susana Rabello - Los que aman, odian |
| Millor Música Original | |
| - Leo Sujatovich - La novia del desierto - Gabriel Nesci - Casi leyendas - Alberto Iglesias - La cordillera - Nicolás Sorín - Los que aman, odian                                                                | |